# Google Mobile Services
Гугл мобилне услуге (енгл. Google Mobile Services) је збирка Гуглових власничких апликација и услуга интерфејса за програмирање апликација, које су обично унапред инсталиране на Android уређајима, попут паметних телефона, таблета и паметних телевизора. Google мобилне услуге нису део Android-овог пројекта отвореног кода, што значи да Android произвођач треба да добије лиценцу од Гугла да би легално унапред инсталирали Гуглове мобилне услуге на Android уређају, што обезбеђује Google без накнаде.

## Апликације
- Google претрага
- Google Chrome
- YouTube
- Google Play
- Google диск
- Gmail
- Google Duo
- Google мапе
- Google слике
- Google TV
- YouTube Music

## Пријем, такмичари и регулатори

### FairSearch
Бројна европска предузећа поднеле су жалбу Европској комисији, наводећи да је Google манипулисао њиховом моћи и доминацијом на тржишту, како би подстакао да њихове услуге користе произвођачи телефона. Предузећа су удружена под именом FairSearch, а главна укључена предузећа била су Microsoft, Expedia, TripAdvisor, Nokia и Oracle. Главни проблем FairSearcha-а са Гугловом праксом био је тај што су веровали да Гугл приморава произвођаче телефона да користе њихове мобилне услуге. Тврдили су да је Гугл то успео, тражећи од ових произвођача да потпишу уговор у којем се наводи да морају унапред инсталирати одређене Гуглове мобилне услуге, као што су Мапе, Претрага и Јутјуб, како би добили најновију верзију Android-а.
Google је брзо одговорио наводећи да „настављају да сарађују са Европском комисијом“.

### Aptoide
Продавница Android апликација треће стране, Aptoide, такође је поднела жалбу ЕУ о конкуренцији против Гугла још једном наводећи да злоупотребљавају своју моћ на тржишту. Aptoide је навео да је Google блокирао продавнице апликација трећих страна да буду на Google Play-у, као и да је блокирао Google Chrome да преузима било које апликације и продавнице апликација трећих страна. До јуна 2014. године, Google није одговорио на ове наводе.

### Злоупотреба Android доминације
У мају 2019. године, три индијска предузетника су подигла тужбу против компаније Google & Ors. Комисија за конкуренцију Индије наредила је антимонополску истрагу против Гугла због злоупотребе свог доминантног положаја са Android-ом како би блокирао тржишне ривале. По мишљењу комисије, обавезна је прединсталација целокупног пакета Гуглове мобилне услуге према уговорима о дистрибуцији мобилних апликација MADA представља наметање неправедних услова произвођачима уређаја.

### Политика приватности
Google се суочио са проблемима против разних европских агенција за заштиту података, а пре свега у Уједињеном Краљевству и Француској. Проблем са којим се Google суочио јесте онај што су имали скуп од 60 уједно спојених правила, што је омогућило самом предузећу да „пажљивије прати кориснике“. Гугл је поново изашао, затим изјавио да се њихова нова политика и даље придржава закона Европске уније.